# Nazionale maschile under 18 di pallacanestro del Brasile
La nazionale di pallacanestro brasiliana Under-18 è una selezione giovanile della nazionale brasiliana di pallacanestro, ed è rappresentata dai migliori giocatori di nazionalità brasiliana di età non superiore ai 18 anni.
Partecipa a tutte le manifestazioni internazionali giovanili di pallacanestro per nazioni gestite dalla FIBA.

## Partecipazioni

### FIBA Americas Under-18 Championship for Men
- 1990 -  3°
- 1994 - 5°
- 1998 -  3°
- 2002 - 6°
- 2006 -  3°

- 2010 -  2°
- 2012 -  2°
- 2014 - 6°
- 2016 -  3°